# Calliotropis wilsi
Calliotropis wilsi là một loài ốc biển, là động vật thân mềm chân bụng sống ở biển thuộc họ Calliotropidae.